# Flabello

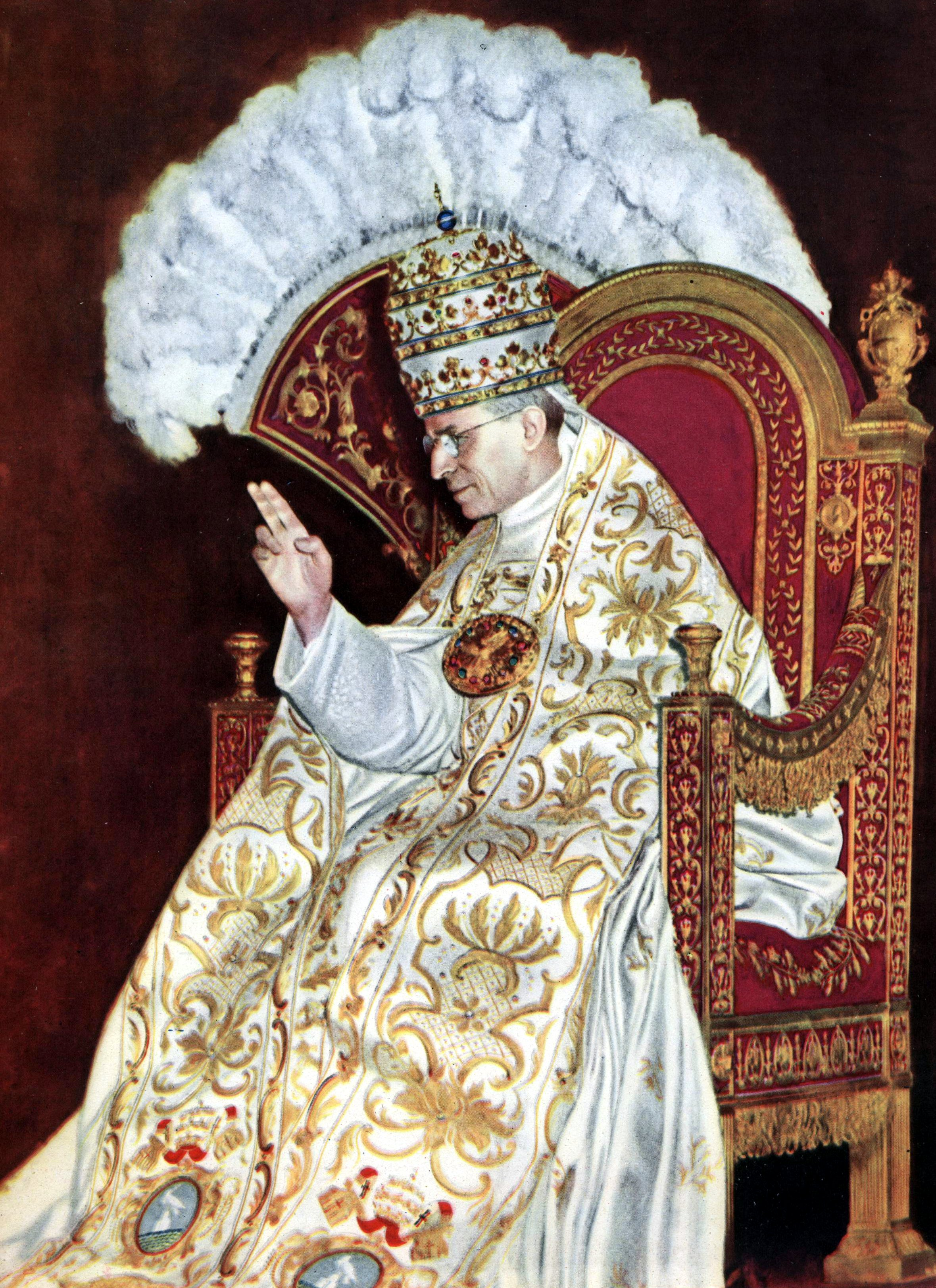
Papa Pio XII seduto sulla sedia gestatoria con un grande flabello in piume di struzzo alle spalle - fotografia del 1939.

Il flabello (dal latino flabellum, plu. flabella) è una tipologia di ventaglio cerimoniale di grandi dimensioni.

## Storia

### Antichità
Nell'Antico Egitto, il flabello era agitato per rinfrescare il Faraone, per tener lontano gli insetti o per proteggerlo dai cocenti raggi solari come parasole. Simbolo esteriore del dio-re, il flabello assunse a sua volta significato divino in quanto emblema dell'ombra, una delle componenti dell'essere umano ed erano raffigurati in associazione con l'uccello Ba. Nell'iconografia funebre egizia, il flabello simboleggiava il soffio generatore di vita per il defunto e l'aria per poter respirare nella Duat.

### Liturgia cristiana
Il flabello fu in seguito adottato anche nella liturgia cristiana. Era realizzato in metallo, cuoio, seta e/o piumaggio, ed era utilizzato per tenere gli insetti lontani dal sacerdote e/o dall'ostia. L'uso formale del flabello durante le apparizioni del pontefice romano fu abolito da Papa Paolo VI.